# Olympiakos Syndesmos Filathlōn Peiraiōs 2021-2022
Questa voce raccoglie le informazioni riguardanti l'Olympiakos nelle competizioni ufficiali della stagione 2021-2022.

## Maglie e sponsor
Il fornitore tecnico per la stagione 2021-2022 è Adidas. Lo sponsor ufficiale è Stoiximan.
| 1ª divisa | 2ª divisa |

## Rosa
| N. |                       | Ruolo | Calciatore                |
| -- | --------------------- | ----- | ------------------------- |
| 1  | Rep. Ceca (bandiera)  | P     | Tomáš Vaclík              |
| 2  | Francia (bandiera)    | D     | Étienne Youte Kinkoue     |
| 3  | Portogallo (bandiera) | D     | Rúben Semedo              |
| 4  | Guinea (bandiera)     | C     | Mady Camara               |
| 5  | Grecia (bandiera)     | C     | Andreas Bouchalakīs       |
| 6  | Francia (bandiera)    | C     | Yann M'Vila               |
| 7  | Nigeria (bandiera)    | A     | Henry Onyekuru            |
| 8  | Camerun (bandiera)    | C     | Pierre Kunde              |
| 9  | Egitto (bandiera)     | A     | Ahmed Hassan              |
| 9  | Argentina (bandiera)  | C     | Maximiliano Lovera        |
| 10 | Portogallo (bandiera) | A     | Rony Lopes                |
| 11 | Marocco (bandiera)    | A     | Youssef El-Arabi          |
| 12 | Guinea (bandiera)     | A     | Algassime Bah             |
| 14 | Grecia (bandiera)     | C     | Thanasīs Androutsos       |
| 15 | Grecia (bandiera)     | D     | Sōkratīs Papastathopoulos |
| 17 | Grecia (bandiera)     | A     | Marios Vrousai            |
| 19 | Grecia (bandiera)     | C     | Giōrgos Masouras          |
| 20 | Portogallo (bandiera) | C     | João Carvalho             |
| 21 | Francia (bandiera)    | C     | Bandiougou Fadiga         |
| 22 | Guinea (bandiera)     | C     | Aguibou Camara            |
| 24 | Senegal (bandiera)    | D     | Ousseynou Ba              |
| 25 | Serbia (bandiera)     | D     | Svetozar Marković         |

| N. |                       | Ruolo | Calciatore                  |
| -- | --------------------- | ----- | --------------------------- |
| 26 | Grecia (bandiera)     | C     | Giōrgos Xenitidīs           |
| 27 | Francia (bandiera)    | D     | Kenny Lala                  |
| 28 | Francia (bandiera)    | C     | Mathieu Valbuena            |
| 29 | Brasile (bandiera)    | A     | Tiquinho                    |
| 30 | Grecia (bandiera)     | D     | Apostolos Apostolopoulos    |
| 31 | Islanda (bandiera)    | P     | Ögmundur Kristinsson        |
| 33 | Polonia (bandiera)    | C     | Michał Karbownik            |
| 34 | Grecia (bandiera)     | D     | Avraam Papadopoulos         |
| 36 | Guinea (bandiera)     | C     | Mamadou Kane                |
| 40 | Grecia (bandiera)     | D     | Kōstas Manōlas              |
| 41 | Grecia (bandiera)     | D     | Petros Mpagkalianīs         |
| 44 | Grecia (bandiera)     | P     | Īlias Karargyrīs            |
| 45 | Moldavia (bandiera)   | D     | Oleg Reabciuk               |
| 53 | Grecia (bandiera)     | C     | Kōstas Fortounīs (capitano) |
| 66 | Senegal (bandiera)    | D     | Pape Abou Cissé             |
| 72 | Grecia (bandiera)     | C     | Giōrgos Marinos             |
| 75 | Grecia (bandiera)     | A     | Fōtīs Kitsos                |
| 77 | Capo Verde (bandiera) | C     | Garry Rodrigues             |
| 86 | Francia (bandiera)    | C     | Abdoulaye Dabo              |
| 88 | Grecia (bandiera)     | P     | Kōnstantinos Tzolakīs       |
| 90 | Grecia (bandiera)     | C     | Vasilīs Sourlīs             |
| 97 | Serbia (bandiera)     | C     | Lazar Ranđelović            |

## Calciomercato

### Sessione estiva
| Acquisti         | Acquisti              | Acquisti          | Acquisti               |
| R.               | Nome                  | da                | Modalità               |
| ---------------- | --------------------- | ----------------- | ---------------------- |
| P                | Tomáš Vaclík          | Siviglia          | svincolato             |
| D                | Pape Abou Cissé       | Saint-Étienne     | fine prestito          |
| D                | Étienne Youte Kinkoue | Inter             | definitivo (0,3 mln €) |
| C                | Michał Karbownik      | Brighton          | prestito               |
| C                | Pierre Kunde          | Magonza           | definitivo (1,8 mln €) |
| A                | Algassime Bah         | Renaissance       | definitivo             |
| A                | Aguibou Camara        | Lilla             | definitivo             |
| A                | Rony Lopes            | Siviglia          | prestito               |
| A                | Henry Onyekuru        | Monaco            | definitivo (4,5 mln €) |
| A                | Tiquinho              |                   | svincolato             |
| Altre operazioni |                       |                   |                        |
| R.               | Nome                  | da                | Modalità               |
| D                | Petros Mpagkalianīs   | Arīs Salonicco    | svincolato             |
| D                | Fodé Camara           | PAE Chania        | fine prestito          |
| D                | Svetozar Marković     | Partizan          | fine prestito          |
| D                | Yassine Meriah        | Çaykur Rizespor   | fine prestito          |
| D                | Nemanja Nikolić       | PAE Chania        | fine prestito          |
| C                | Cafú                  | Nottingham Forest | fine prestito          |
| C                | Adrian Galliani       | Nottingham Forest | svincolato             |
| C                | Mamadou Kane          | Neftçi Baku       | definitivo (0,3 mln €) |
| C                | Abdoulaye Keita       | Ajaccio           | fine prestito          |
| C                | Iōannīs Kosti         | Levadeiakos       | fine prestito          |
| C                | Giannīs Masouras      | Górnik Zabrze     | fine prestito          |
| C                | Geōrgios Xenitidīs    | Jeunesse Esch     | fine prestito          |
| A                | Nikola Čumić          | Sporting Gijón    | fine prestito          |
| A                | Fjorin Durmishaj      | Larissa           | fine prestito          |
| A                | Geōrgios Marinos      | Levadeiakos       | fine prestito          |
| A                | Dīmītrīs Pinakas      | Larissa           | definitivo (1,5 mln €) |
| A                | Franco Soldano        | Boca Juniors      | fine prestito          |

| Cessioni         | Cessioni         | Cessioni          | Cessioni                |
| R.               | Nome             | da                | Modalità                |
| ---------------- | ---------------- | ----------------- | ----------------------- |
| P                | José Sá          | Wolverhampton     | fine prestito (8 mln €) |
| D                | Mohamed Dräger   | Nottingham Forest | definitivo              |
| D                | José Holebas     |                   | svincolato              |
| C                | Lazar Ranđelović | Leganés           | prestito                |
| C                | Tiago Silva      | Vitória Guimarães | svincolato              |
| A                | Bruma            | PSV               | fine prestito           |
| A                | Hugo Cuypers     | Malines           | definitivo (0,75 mln €) |
| A                | Ahmed Hassan     | Konyaspor         | prestito (0,5 mln €)    |
| Altre operazioni |                  |                   |                         |
| R.               | Nome             | a                 | Modalità                |
| D                | Fodé Camara      | PAE Chania        | svincolato              |
| D                | Yassine Meriah   | Al-Ain            | definitivo (1,5 mln €)  |
| C                | Cafú             | Nottingham Forest | definitivo              |
| C                | Mamadou Kane     | Neftçi Baku       | prestito                |
| C                | Abdoulaye Keita  |                   | prestito                |
| C                | Giannīs Masouras | Sparta Rotterdam  | prestito                |
| A                | Nikola Čumić     | Lucerna           | prestito                |
| A                | Fjorin Durmishaj | OFI Creta         | definitivo              |
| A                | Franco Soldano   | Fuenlabrada       | prestito                |

### Sessione invernale
| Acquisti | Acquisti        | Acquisti | Acquisti   |
| R.       | Nome            | da       | Modalità   |
| -------- | --------------- | -------- | ---------- |
| C        | Garry Rodrigues |          | svincolato |

| Cessioni | Cessioni | Cessioni | Cessioni |
| R.       | Nome     | da       | Modalità |
| -------- | -------- | -------- | -------- |

| Acquisti | Acquisti           | Acquisti            | Acquisti               |
| R.       | Nome               | da                  | Modalità               |
| -------- | ------------------ | ------------------- | ---------------------- |
| D        | Kōstas Manōlas     | Napoli              | definitivo (2,4 mln €) |
| C        | João Carvalho      | Nottingham Forest   | definitivo             |
| C        | Abdoulaye Dabo     | Sochaux             | definitivo             |
| C        | Bandiougou Fadiga  | Paris Saint-Germain | definitivo             |
| C        | Mamadou Kane       | Neftçi Baku         | fine prestito          |
| C        | Maximiliano Lovera | Racing Club         | fine prestito          |
| A        | Diby Keita         | Real Madrid         | svincolato             |

| Cessioni | Cessioni           | Cessioni           | Cessioni |
| R.       | Nome               | da                 | Modalità |
| -------- | ------------------ | ------------------ | -------- |
| D        | Rúben Semedo       | Porto              | prestito |
| C        | Maximiliano Lovera | Olympiakos Nicosia | prestito |

## Risultati

### Souper Ligka Ellada

#### Girone d'andata
| Il Pireo 12 settembre 2021, ore 20:30 EEST 1ª giornata | Olympiacos            | 0 – 0 referto | Atromītos | Stadio Geōrgios Karaiskakīs (11 958 spett.)\| Arbitro: \| Gortsilas (Macedonia) \| |
| Arbitro:                                               | Gortsilas (Macedonia) |               |           |                                                                                    |

| Arbitro: | Diamantopoulos (Arcadia) |

|               |           |                           |
| Karamanos 72’ | Marcatori | 12’ Cissé 32’ Bouchalakīs |

| Arbitro: | Koutsiautīs (Arta) |

|                                           |           |           |
| Masouras 8’ Tiquinho 47’, 72’ Vrousai 87’ | Marcatori | 79’ Dauda |

| Arbitro: | Karantōnīs (Emazia) |

|  |           |                                     |
|  | Marcatori | 7’ Tiquinho 23’ (aut.) Papadopoulos |

| Il Pireo 3 ottobre 2021, ore 20:30 EEST 5ª giornata | Olympiacos | 0 – 0 referto | Panathīnaïkos | Stadio Geōrgios Karaiskakīs (21 321 spett.)\| Arbitro: \| Vinčić \| |
| Arbitro:                                            | Vinčić     |               |               |                                                                     |

| Arbitro: | Evangelou (Atene) |

|                      |           |                            |
| Erramuspe 61’ (rig.) | Marcatori | 17’ A. Camara 84’ El-Arabi |

| Arbitro: | Aytekin |

|                            |           |          |
| A. Camara 21’ Masouras 31’ | Marcatori | 81’ Murg |

| Arbitro: | Fotias (Pella) |

|            |           |                                  |
| Vergos 19’ | Marcatori | 13’ Tiquinho 69’ (rig.) El-Arabi |

| Arbitro: | Manouchos (Argolide) |

|              |           |  |
| Masouras 17’ | Marcatori |  |

| Arbitro: | Veríssimo |

|                 |           |                                |
| Araujo 15’, 79’ | Marcatori | 1’ A. Camara 34’, 70’ El-Arabi |

| Arbitro: | Koutsiautīs (Arta) |

|                                    |           |               |
| El-Arabi 85’ (rig.) Valbuena 90+1’ | Marcatori | 88’ van Weert |

| Arbitro: | Diamantopoulos (Arcadia) |

|               |           |                          |
| Diamantīs 16’ | Marcatori | 25’, 49’ Cissé 60’ Lopes |

| Arbitro: | Manouchos (Argolide) |

|           |           |  |
| Cissé 54’ | Marcatori |  |

#### Girone di ritorno
| Arbitro: | Karantōnīs (Emazia) |

|  |           |                                      |
|  | Marcatori | 36’ (rig.), 50’, 62’ (rig.) El-Arabi |

| Arbitro: | Gortsilas (Macedonia) |

|              |           |  |
| El-Arabi 22’ | Marcatori |  |

| Atene 5 gennaio 2022, ore 19:30 EET 16ª giornata | Apollōn Smyrnīs     | 0 – 0 referto | Olympiacos | Stadio Georgios Kamaras (389 spett.)\| Arbitro: \| Tzovaras (Ftiotide) \| |
| Arbitro:                                         | Tzovaras (Ftiotide) |               |            |                                                                           |

| Arbitro: | Papapetrou (Atene) |

|                                                                      |           |             |
| Papastathopoulos 52’ Masouras 54’, 57’ Bouchalakīs 66’ Rodrigues 84’ | Marcatori | 75’ Carmona |

| Atene 16 gennaio 2022, ore 19:30 EET 18ª giornata | Panathīnaïkos | 0 – 0 referto | Olympiacos | Stadio Apostolos Nikolaidis (1 000 spett.)\| Arbitro: \| Raczkowski \| |
| Arbitro:                                          | Raczkowski    |               |            |                                                                        |

| Arbitro: | Perrakis (Atene) |

|                          |           |  |
| Masouras 4’ Tiquinho 88’ | Marcatori |  |

| Arbitro: | Garcia Godinho |

|               |           |              |
| Ba 41’ (aut.) | Marcatori | 43’ Tiquinho |

| Arbitro: | Gamaris (Atene) |

|                               |           |            |
| Valbuena 1’ Rodrigues 4’, 73’ | Marcatori | 28’ Morsay |

| Arbitro: | Manouchos (Argolide) |

|  |           |                                                |
|  | Marcatori | 24’ A. Camara 55’ (rig.) Tiquinho 58’ Masouras |

| Arbitro: | Grinfeld |

|            |           |  |
| M'Vila 84’ | Marcatori |  |

| Arbitro: | Manouchos (Argolide) |

|  |           |              |
|  | Marcatori | 81’ Valbuena |

| Arbitro: | Ekberg |

|                                    |           |  |
| Rodrigues 19’ Durmishaj 89’ (aut.) | Marcatori |  |

| Arbitro: | Tzovaras (Ftiotide) |

|                     |           |              |
| Kamara 52’ Gama 79’ | Marcatori | 13’ El-Arabi |

#### Poule scudetto
| Arbitro: | Manouchos (Argolide) |

|                                 |           |            |
| Cissé 45+1’ El-Arabi 85’ (rig.) | Marcatori | 61’ Ndiaye |

| Arbitro: | Koutsiautīs (Arta) |

|           |           |                |
| Perea 70’ | Marcatori | 45+1’ El-Arabi |

| Arbitro: | Ağayev |

|              |           |               |
| Carvalho 30’ | Marcatori | 43’ Szymański |

| Salonicco 2022, ore EEST 30ª giornata | PAOK | – | Olympiacos | Stadio Toumba |

| Arbitro: | Dabanović |

|                   |           |  |
| Cantalapiedra 42’ | Marcatori |  |

### Coppa di Grecia
| Arbitro: | Tsakalidis (Calcide) |

|                                        |           |                      |
| Poletto 3’ Panagiōtou 6’ Doumtsios 61’ | Marcatori | 26’ Semedo 63’ Lopes |

| Arbitro: | Koutsiautīs (Arta) |

|                   |           |  |
| Tiquinho 25’, 43’ | Marcatori |  |

| Arbitro: | Koutsiautīs (Arta) |

|                         |           |              |
| Mendoza 23’ Karelīs 60’ | Marcatori | 13’ El-Arabi |

| Arbitro: | Gortsilas (Macedonia) |

|                                |           |             |
| Fadiga 6’ Masouras 90+2’, 115’ | Marcatori | 85’ Karelīs |

| Salonicco 21 aprile 2022, ore 19:30 EEST Semifinale - Andata | PAOK | – referto | Olympiacos | Stadio Toumba |

| Il Pireo 4 maggio 2022, ore EEST Semifinale - Andata | Olympiacos | – referto | PAOK | Stadio Geōrgios Karaiskakīs |

### Champions League

#### Secondo turno preliminare
| Arbitro: | Pinheiro |

|               |           |  |
| M. Camara 29’ | Marcatori |  |

| Arbitro: | de Burgos Bengoetxea |

|  |           |              |
|  | Marcatori | 15’ Masouras |

#### Terzo turno preliminare
| Arbitro: | Madden |

|               |           |              |
| A. Camara 87’ | Marcatori | 50’ Despodov |

| Arbitro: | Grinfeeld |

|                                       |                      |                                |
| Semedo 48’ (aut.) Sōtīriou 57’ (rig.) | Marcatori            | 31’ M'Vila 68’ (rig.) El-Arabi |
| Sōtīriou A. Santana Verdon Cicinho    | Tiri di rigore 4 – 1 | Valbuena A. Hassan Lala        |

### Europa League

#### Spareggio
| Arbitro: | Guida |

|                                         |           |  |
| Camara 37’ Cissé 52’ Božikov 68’ (aut.) | Marcatori |  |

| Arbitro: | Aytekin |

|                     |           |                           |
| Henty 41’ Green 62’ | Marcatori | 33’ El-Arabi 54’ Onyekuru |

#### Fase a gironi
| Arbitro: | Bognár |

|                           |           |             |
| El-Arabi 62’ Reabciuk 87’ | Marcatori | 74’ Samatta |

| Arbitro: | Hernández Hernández |

|  |           |                             |
|  | Marcatori | 6’ Soares 62’, 68’ Masouras |

| Arbitro: | Martins |

|                                         |           |                     |
| Borré 26’ (rig.) Touré 45+3’ Kamada 59’ | Marcatori | 30’ (rig.) El-Arabi |

| Arbitro: | Kul'bakoŭ |

|              |           |                        |
| El-Arabi 12’ | Marcatori | 17’ Kamada 90+1’ Hauge |

| Arbitro: | Mateu Lahoz |

|              |           |  |
| Tiquinho 90’ | Marcatori |  |

| Arbitro: | Di Bello |

|               |           |  |
| Balikwisha 6’ | Marcatori |  |

#### Fase a eliminazione diretta
| Arbitro: | Schärer |

|                   |           |              |
| Djimsiti 61’, 63’ | Marcatori | 16’ Tiquinho |

| Arbitro: | del Cerro Grande |

|  |           |                                 |
|  | Marcatori | 40’ Mæhle 66’, 69’ Malinovs'kyj |

## Statistiche

### Statistiche di squadra
| Competizione        | Punti | In casa | In casa | In casa | In casa | In casa | In casa | In trasferta | In trasferta | In trasferta | In trasferta | In trasferta | In trasferta | Totale | Totale | Totale | Totale | Totale | Totale | DR |
| Competizione        | Punti | G       | V       | N       | P       | Gf      | Gs      | G            | V            | N            | P            | Gf           | Gs           | G      | V      | N      | P      | Gf     | Gs     | DR |
| ------------------- | ----- | ------- | ------- | ------- | ------- | ------- | ------- | ------------ | ------------ | ------------ | ------------ | ------------ | ------------ | ------ | ------ | ------ | ------ | ------ | ------ | -- |
| Souper Ligka Ellada |       |         |         |         |         |         |         |              |              |              |              |              |              |        |        |        |        |        |        |    |
| Coppa di Grecia     |       |         |         |         |         |         |         |              |              |              |              |              |              |        |        |        |        |        |        |    |
| Champions League    | -     | 2       | 1       | 1       | 0       | 2       | 1       | 2            | 1            | 1            | 0            | 3            | 2            | 4      | 2      | 2      | 0      | 5      | 3      | +2 |
| Europa League       | 9     | 5       | 3       | 0       | 2       | 7       | 6       | 5            | 1            | 1            | 3            | 7            | 8            | 10     | 4      | 1      | 5      | 14     | 14     | 0  |
| Totale              |       |         |         |         |         |         |         |              |              |              |              |              |              |        |        |        |        |        |        |    |

### Andamento in campionato
| Giornata  | 1 | 2 | 3 | 4 | 5 | 6 | 7 | 8 | 9 | 10 | 11 | 12 | 13 | 14 | 15 | 16 | 17 | 18 | 19 | 20 | 21 | 22 | 23 | 24 | 25 | 26 | 27 | 28 | 29 | 30 | 31 | 32 | 33 | 34 | 35 | 36 |
| --------- | - | - | - | - | - | - | - | - | - | -- | -- | -- | -- | -- | -- | -- | -- | -- | -- | -- | -- | -- | -- | -- | -- | -- | -- | -- | -- | -- | -- | -- | -- | -- | -- | -- |
| Luogo     | C | T | C | T | C | T | C | T | C | T  | C  | T  | C  | T  | C  | T  | C  | T  | C  | T  | C  | T  | C  | T  | C  | T  | C  | T  | C  | T  | T  | C  | T  | C  | C  | T  |
| Risultato | N | V | V | V | N | V | V | V | V | V  | V  | V  | V  | V  | V  | N  | V  | N  | V  | N  | V  | V  | V  | V  | V  | P  | V  | N  | N  |    | P  |    |    |    |    |    |
| Posizione | 8 | 4 | 2 | 1 | 3 | 1 | 1 | 1 | 1 | 1  | 1  | 1  | 1  | 1  | 1  | 1  | 1  | 1  | 1  | 1  | 1  | 1  | 1  | 1  | 1  | 1  | 1  | 1  | 1  |    | 1  |    |    |    |    |    |

Legenda:

Luogo: C = Casa; T = Trasferta. Risultato: V = Vittoria; N = Pareggio; P = Sconfitta.

### Statistiche dei giocatori
Sono in corsivo i calciatori che hanno lasciato la società a stagione in corso.
| Giocatore           | Souper Ligka Ellada | Souper Ligka Ellada | Souper Ligka Ellada | Souper Ligka Ellada | Coppa di Grecia | Coppa di Grecia | Coppa di Grecia | Coppa di Grecia | UEFA Champions League | UEFA Champions League | UEFA Champions League | UEFA Champions League | UEFA Europa League | UEFA Europa League | UEFA Europa League | UEFA Europa League | Totale   | Totale | Totale      | Totale     |
| Giocatore           | Presenze            | Reti                | Ammonizioni         | Espulsioni          | Presenze        | Reti            | Ammonizioni     | Espulsioni      | Presenze              | Reti                  | Ammonizioni           | Espulsioni            | Presenze           | Reti               | Ammonizioni        | Espulsioni         | Presenze | Reti   | Ammonizioni | Espulsioni |
| ------------------- | ------------------- | ------------------- | ------------------- | ------------------- | --------------- | --------------- | --------------- | --------------- | --------------------- | --------------------- | --------------------- | --------------------- | ------------------ | ------------------ | ------------------ | ------------------ | -------- | ------ | ----------- | ---------- |
| T. Androutsos       | 12                  | 0                   | 1                   | 0                   | 4               | 0               | 0               | 0               | 3                     | 0                     | 0                     | 0                     | 2                  | 0                  | 0                  | 0                  | 21       | 0      | 1           | 0          |
| A. Apostolopoulos   | 0                   | 0                   | 0                   | 0                   | 1               | 0               | 0               | 0               | 0                     | 0                     | 0                     | 0                     | 0                  | 0                  | 0                  | 0                  | 1        | 0      | 0           | 0          |
| O. Ba               | 15                  | 0                   | 2                   | 0                   | 4               | 0               | 1               | 0               | 3                     | 0                     | 1                     | 1                     | 4                  | 0                  | 2                  | 0                  | 26       | 0      | 6           | 1          |
| P. Bagalianīs       | 0                   | 0                   | 0                   | 0                   | 1               | 0               | 0               | 0               | 0                     | 0                     | 0                     | 0                     | 0                  | 0                  | 0                  | 0                  | 1        | 0      | 0           | 0          |
| A. Bah              | 1                   | 0                   | 0                   | 0                   | 0               | 0               | 0               | 0               | 0                     | 0                     | 0                     | 0                     | 0                  | 0                  | 0                  | 0                  | 1        | 0      | 0           | 0          |
| A. Bouchalakīs      | 25                  | 2                   | 1                   | 0                   | 2               | 0               | 0               | 0               | 2                     | 0                     | 1                     | 0                     | 8                  | 0                  | 1                  | 0                  | 37       | 2      | 3           | 0          |
| A. Camara           | 24                  | 4                   | 5                   | 0                   | 1               | 0               | 0               | 0               | 3                     | 1                     | 0                     | 0                     | 10                 | 0                  | 1                  | 0                  | 38       | 5      | 6           | 0          |
| M. Camara           | 25                  | 0                   | 4                   | 0                   | 2               | 0               | 1               | 0               | 2                     | 1                     | 0                     | 1                     | 10                 | 1                  | 3                  | 0                  | 39       | 2      | 8           | 1          |
| J. Carvalho         | 9                   | 1                   | 1                   | 0                   | 1               | 0               | 0               | 0               | 0                     | 0                     | 0                     | 0                     | 0                  | 0                  | 0                  | 0                  | 10       | 1      | 1           | 0          |
| P. A. Cissé         | 23                  | 5                   | 2                   | 0                   | 1               | 0               | 0               | 0               | 4                     | 0                     | 1                     | 0                     | 9                  | 1                  | 5                  | 0                  | 37       | 6      | 8           | 0          |
| Y. El-Arabi         | 28                  | 12                  | 2                   | 0                   | 2               | 1               | 0               | 0               | 3                     | 0                     | 0                     | 0                     | 10                 | 4                  | 0                  | 0                  | 43       | 17     | 2           | 0          |
| B. Fadiga           | 3                   | 0                   | 0                   | 0                   | 1               | 1               | 0               | 0               | 0                     | 0                     | 0                     | 0                     | 1                  | 0                  | 0                  | 0                  | 5        | 1      | 0           | 0          |
| K. Fortounīs        | 2                   | 0                   | 0                   | 0                   | 0               | 0               | 0               | 0               | 0                     | 0                     | 0                     | 0                     | 0                  | 0                  | 0                  | 0                  | 2        | 0      | 0           | 0          |
| A. Hassan           | 0                   | 0                   | 0                   | 0                   | 0               | 0               | 0               | 0               | 4                     | 0                     | 0                     | 0                     | 1                  | 0                  | 0                  | 0                  | 5        | 0      | 0           | 0          |
| M. Kane             | 1                   | 0                   | 0                   | 0                   | 1               | 0               | 0               | 0               | 0                     | 0                     | 0                     | 0                     | 0                  | 0                  | 0                  | 0                  | 2        | 0      | 0           | 0          |
| M. Karbownik        | 6                   | 0                   | 0                   | 0                   | 1               | 0               | 0               | 0               | 0                     | 0                     | 0                     | 0                     | 1                  | 0                  | 0                  | 0                  | 8        | 0      | 0           | 0          |
| F. Kitsos           | 3                   | 0                   | 0                   | 0                   | 3               | 0               | 0               | 0               | 0                     | 0                     | 0                     | 0                     | 0                  | 0                  | 0                  | 0                  | 6        | 0      | 0           | 0          |
| Ö. Kristinsson      | 0                   | 0                   | 0                   | 0                   | 3               | -5              | 0               | 0               | 0                     | 0                     | 0                     | 0                     | 0                  | 0                  | 0                  | 0                  | 3        | -5     | 0           | 0          |
| P. Kunde            | 8                   | 0                   | 0                   | 0                   | 2               | 0               | 0               | 0               | 4                     | 0                     | 0                     | 0                     | 6                  | 0                  | 1                  | 0                  | 20       | 0      | 1           | 0          |
| K. Lala             | 24                  | 0                   | 5                   | 0                   | 0               | 0               | 0               | 0               | 3                     | 0                     | 0                     | 0                     | 9                  | 0                  | 0                  | 0                  | 36       | 0      | 5           | 0          |
| R. Lopes            | 13                  | 1                   | 0                   | 0                   | 3               | 1               | 0               | 0               | 0                     | 0                     | 0                     | 0                     | 6                  | 0                  | 0                  | 0                  | 22       | 2      | 0           | 0          |
| M. Lovera           | 1                   | 0                   | 0                   | 0                   | 1               | 0               | 0               | 0               | 0                     | 0                     | 0                     | 0                     | 0                  | 0                  | 0                  | 0                  | 2        | 0      | 0           | 0          |
| K. Manōlas          | 10                  | 0                   | 2                   | 0                   | 0               | 0               | 0               | 0               | 0                     | 0                     | 0                     | 0                     | 2                  | 0                  | 0                  | 0                  | 12       | 0      | 2           | 0          |
| G. Marinos          | 0                   | 0                   | 0                   | 0                   | 1               | 0               | 0               | 0               | 0                     | 0                     | 0                     | 0                     | 0                  | 0                  | 0                  | 0                  | 1        | 0      | 0           | 0          |
| S. Marković         | 0                   | 0                   | 0                   | 0                   | 1               | 0               | 0               | 0               | 2                     | 0                     | 1                     | 0                     | 1                  | 0                  | 0                  | 0                  | 4        | 0      | 1           | 0          |
| G. Masouras         | 27                  | 7                   | 1                   | 0                   | 1               | 2               | 0               | 0               | 4                     | 1                     | 0                     | 0                     | 8                  | 2                  | 0                  | 0                  | 40       | 12     | 1           | 0          |
| Y. M'Vila           | 27                  | 1                   | 2                   | 0                   | 1               | 0               | 0               | 0               | 2                     | 1                     | 0                     | 0                     | 9                  | 0                  | 1                  | 0                  | 39       | 2      | 3           | 0          |
| H. Onyekuru         | 14                  | 0                   | 0                   | 0                   | 3               | 0               | 0               | 0               | 0                     | 0                     | 0                     | 0                     | 10                 | 1                  | 0                  | 0                  | 27       | 1      | 0           | 0          |
| A. Papadopoulos     | 5                   | 0                   | 0                   | 0                   | 3               | 0               | 2               | 0               | 0                     | 0                     | 0                     | 0                     | 0                  | 0                  | 0                  | 0                  | 8        | 0      | 2           | 0          |
| S. Papastathopoulos | 21                  | 1                   | 4                   | 0                   | 1               | 0               | 0               | 0               | 1                     | 0                     | 0                     | 0                     | 10                 | 0                  | 2                  | 0                  | 33       | 1      | 6           | 0          |
| L. Ranđelović       | 0                   | 0                   | 0                   | 0                   | 0               | 0               | 0               | 0               | 2                     | 0                     | 0                     | 0                     | 0                  | 0                  | 0                  | 0                  | 2        | 0      | 0           | 0          |
| O. Reabciuk         | 29                  | 0                   | 4                   | 0                   | 1               | 0               | 0               | 0               | 3                     | 0                     | 1                     | 0                     | 10                 | 1                  | 1                  | 0                  | 43       | 1      | 6           | 0          |
| G. Rodrigues        | 15                  | 4                   | 0                   | 0                   | 1               | 0               | 0               | 0               | 0                     | 0                     | 0                     | 0                     | 0                  | 0                  | 0                  | 0                  | 16       | 4      | 0           | 0          |
| R. Semedo           | 0                   | 0                   | 0                   | 0                   | 1               | 1               | 0               | 0               | 4                     | 0                     | 1                     | 0                     | 0                  | 0                  | 0                  | 0                  | 5        | 1      | 1           | 0          |
| V. Sourlīs          | 3                   | 0                   | 0                   | 0                   | 4               | 0               | 0               | 0               | 2                     | 0                     | 0                     | 0                     | 0                  | 0                  | 0                  | 0                  | 9        | 0      | 0           | 0          |
| Tiquinho            | 28                  | 7                   | 2                   | 0                   | 4               | 2               | 0               | 0               | 0                     | 0                     | 0                     | 0                     | 8                  | 3                  | 2                  | 0                  | 40       | 12     | 4           | 0          |
| K. Tzolakīs         | 1                   | 0                   | 0                   | 0                   | 1               | -1              | 0               | 0               | 4                     | -3                    | 0                     | 0                     | 0                  | 0                  | 0                  | 0                  | 6        | -4     | 0           | 0          |
| T. Vaclík           | 29                  | -19                 | 0                   | 0                   | 0               | 0               | 0               | 0               | 0                     | 0                     | 0                     | 0                     | 10                 | -14                | 0                  | 0                  | 39       | -33    | 0           | 0          |
| M. Valbuena         | 23                  | 3                   | 0                   | 0                   | 2               | 0               | 0               | 0               | 4                     | 0                     | 0                     | 0                     | 7                  | 0                  | 1                  | 0                  | 36       | 3      | 1           | 0          |
| M. Vrousai          | 14                  | 1                   | 0                   | 0                   | 4               | 0               | 0               | 0               | 3                     | 0                     | 0                     | 0                     | 6                  | 0                  | 1                  | 0                  | 27       | 1      | 1           | 0          |
| G. Xenitidīs        | 0                   | 0                   | 0                   | 0                   | 1               | 0               | 0               | 0               | 0                     | 0                     | 0                     | 0                     | 0                  | 0                  | 0                  | 0                  | 1        | 0      | 0           | 0          |